# Болото в лесу. Осень
«Боло́то в лесу́. О́сень» — пейзаж русского художника Фёдора Васильева (1850—1873), написанный в 1872 (или 1873) году. Хранится в Государственном Русском музее в Санкт-Петербурге (инв. Ж-4103). Размер картины — 81 × 111,5 см (по другим данным, 81 × 115,5 см). Употребляются также другие названия: «Осень на болоте», «Осень в лесу» и «Осенний пейзаж». На полотне изображены стоящие у лесного болота деревья, покрытые осенней листвой, золотой цвет которой пылает на фоне сине-свинцового неба.
Васильев приступил к работе над полотном «Болото в лесу. Осень» в 1872 году в Крыму, где он лечился от туберкулёза. По-видимому, в сюжете произведения соединились ностальгические воспоминания художника о северных болотах, впечатления от лесов Харьковской губернии, а также крымские осенние виды. Картина не была завершена из-за смерти художника, скончавшегося 24 сентября (6 октября)  1873 года в Ялте в возрасте 23 лет.
По мнению искусствоведа Дмитрия Сарабьянова, построенное «преимущественно на цветовом начале» полотно «Болото в лесу. Осень» можно считать одним из шедевров художника. Искусствовед Николай Новоуспенский считал, что в этой картине Васильев показал себя «смелым новатором, активно искавшим новые средства и способы живописи, заглядывавшим далеко вперёд и предугадывавшим направление, в котором будет развиваться изобразительное искусство». По словам искусствоведа Фаины Мальцевой, оставшаяся неоконченной картина «Болото в лесу. Осень» — «живой след неугасимой, страстной энергии творческого духа художника, которую могла прервать только рухнувшая надежда на выздоровление».

## История
В 1863—1867 годах Фёдор Васильев учился в вечерних классах рисовальной школы Общества поощрения художников. К концу обучения основной областью его интересов стала пейзажная живопись. В 1867 году вместе с художником Иваном Шишкиным Васильев ездил на остров Валаам, где много работал на пленэре. Лето 1868 года Васильев провёл в деревне Константиновка близ Санкт-Петербурга; в том же году за картину «Возвращение стада» (ныне в ГТГ) он получил первую премию Общества поощрения художников.  Летом 1870 года он путешествовал по Волге вместе с художниками Ильёй Репиным и Евгением Макаровым, создав по результатам этой поездки полотно «Вид на Волге. Барки» (ныне в ГРМ) и ряд других произведений.

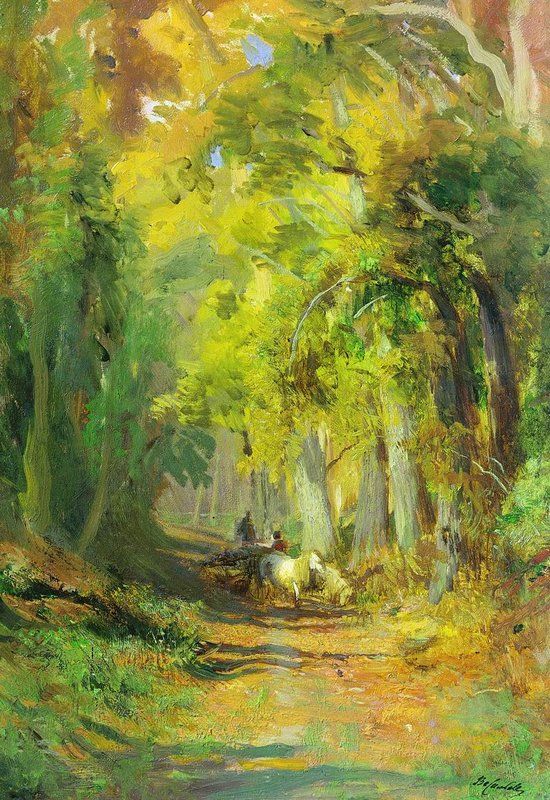
Осенний лес (1869—1871, ГТГ)

В начале 1871 года Васильев написал картину «Оттепель» (ныне в ГТГ), которая также была отмечена первой премией Общества поощрения художников. Её авторское повторение, посланное в 1872 году на международную выставку в Лондон, получило высокую оценку критиков. Работая над «Оттепелью», Васильев сильно простудился. Болезнь приняла затяжной характер и, по-видимому, именно она спровоцировала обострение туберкулёза, к которому художник имел наследственную предрасположенность.

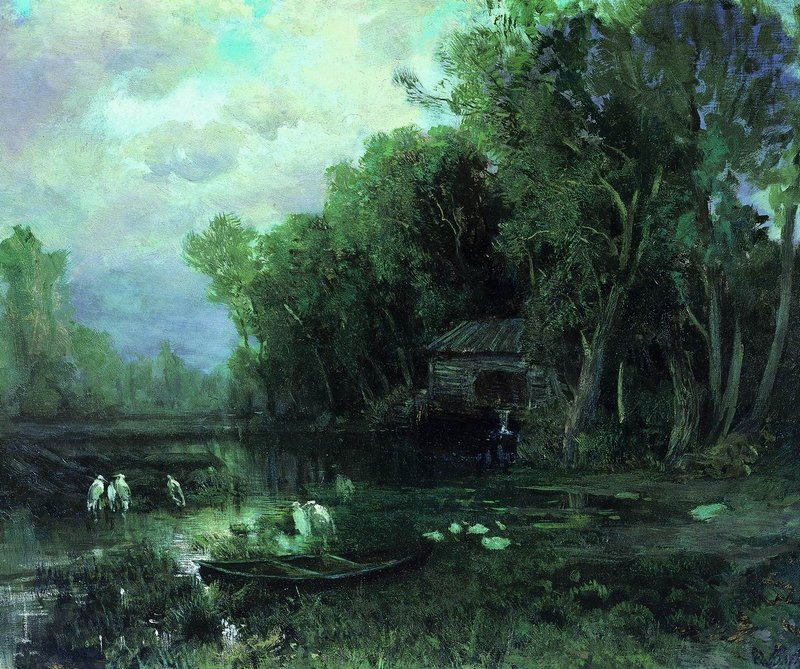
Заброшенная мельница (1871—1873, ГТГ)

Для лечения было рекомендовано поехать на юг, и по приглашению графа Павла Строганова в мае 1871 года Васильев выехал в усадьбу Хотень, расположенную в Харьковской губернии. Там он прожил до июля, а затем переехал ещё южнее, в Крым, поселившись в Ялте. Жизнь в Крыму сопровождалась серьёзными трудностями — в письме к Павлу Третьякову, посланном вскоре после приезда в Ялту, Васильев писал: «Положение моё самое тяжёлое, самое безвыходное, я один, в чужом городе, без денег и больной».
Находясь на юге, Васильев скучал по северным пейзажам — в письме к художнику Ивану Крамскому он писал: «О болото, болото! Если бы Вы знали, как болезненно сжимается сердце от тяжкого предчувствия! Ну, ежели опять не удастся мне дышать этим привольем, этой живительной силой просыпающегося над дымящейся водой утра?». Используя свои прежние впечатления и сохранившиеся этюды, в Крыму Васильев продолжал работать над «картинами среднерусской природы». Возможно, одним из таких этюдов послужило небольшое произведение «Осенний лес» (1869—1871, холст, масло, 43 × 30 см, ГТГ).

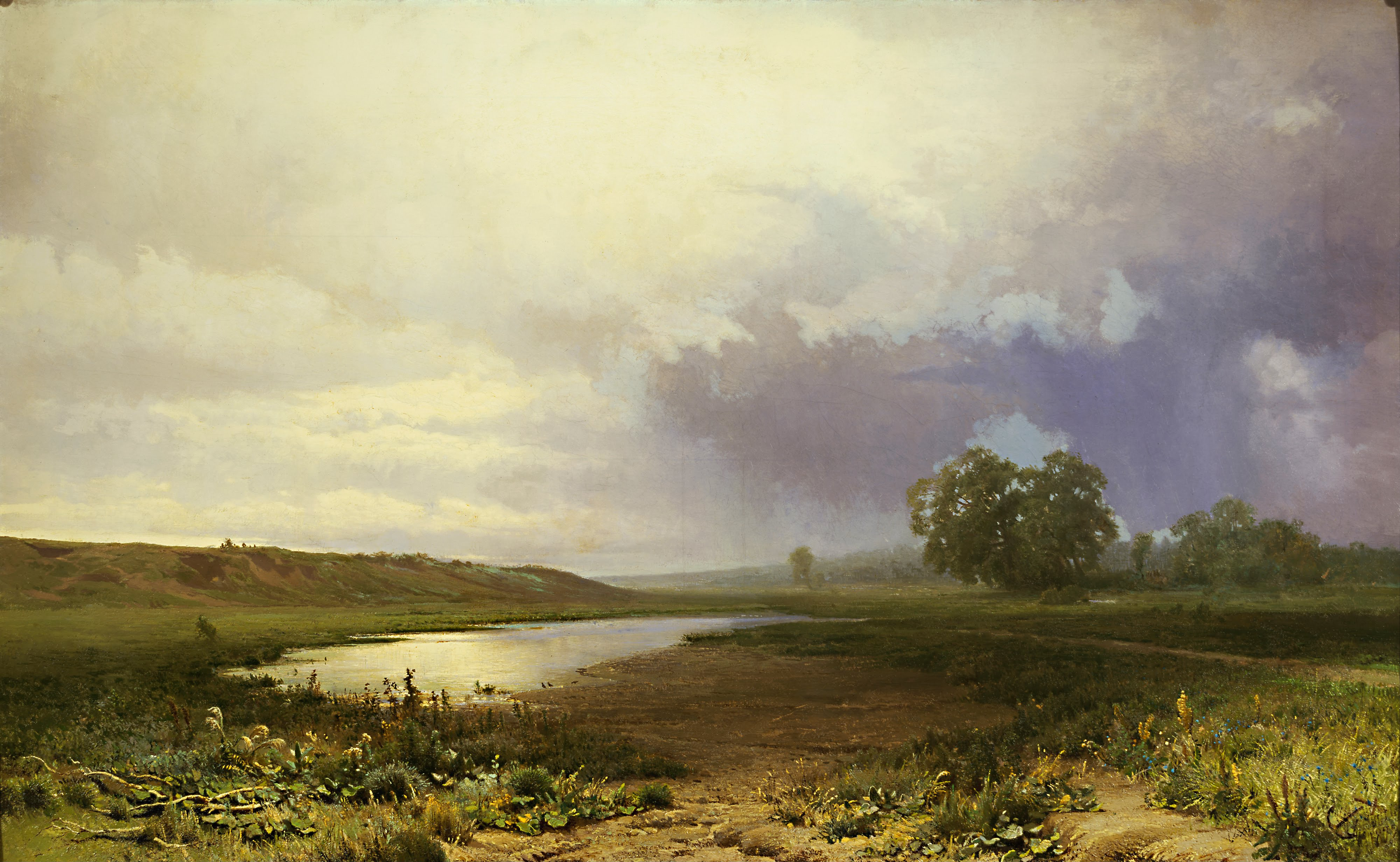
Мокрый луг (1872, ГТГ)

По-видимому, Васильев приступил к работе над полотном «Болото в лесу. Осень» в 1872 году. Подробности сюжета произведения в письмах художника отсутствуют, есть только упоминание о начатой им в 1872 году картине «Болото большое», при этом просто «Болотом» Васильев называл законченное в 1872 году полотно «Мокрый луг» (ныне в ГТГ). Васильев создавал «Болото в лесу. Осень» одновременно с работой над полотном «Заброшенная мельница» (1871—1873, холст, масло, 45,4 × 56,4 см, ГТГ). Обе картины не были завершены из-за смерти художника, скончавшегося 24 сентября (6 октября)  1873 года в Ялте в возрасте 23 лет.
Впоследствии полотно «Болото в лесу. Осень» находилось в коллекции купца 1-й гильдии Михаила Гренстранда (1856—1937), проживавшего в Санкт-Петербурге — Петрограде. В 1920 году его собрание было передано в Отдел по охране, учёту и регистрации памятников искусства и старины. В том же году картина «Болото в лесу. Осень» поступила в Государственный Русский музей.
В настоящее время полотно «Болото в лесу. Осень» выставляется в зале № 20 Михайловского дворца, где, кроме него, находятся другие произведения Фёдора Васильева, среди которых «Деревня», «Вид на Волге. Барки», «В церковной ограде. Валаам», а также авторское повторение картины «Оттепель».

## Описание
В глубине картины изображён лес, простирающийся от левого до правого края полотна. Деревья, среди которых есть берёзы и осины, покрыты осенней листвой — частично сильно пожелтевшей, частично слегка тронутой «ржавым налётом ненастных осенних дней». На переднем плане — поросшее осокой болото, на кочках которого расположились белые цапли. Там же находится небольшое озерцо, написанное в зеленовато-голубых тонах, а его берег, усеянный опавшими листьями, содержит розовато-охристые цвета. В целом художественный образ болота перекликается с аналогичным образом в созданном ранее полотне «Мокрый луг».
В центре композиции находится группа деревьев (вероятно, дубов), которая образует «наиболее звучное цветовое пятно», ярко выделяющееся на фоне неба, покрытого тёмными «свинцовыми» тучами. При написании неба художник использовал сложную технику быстрых мазков с широкой градацией цветовых оттенков, которая позволила передать «изменчивую структуру и причудливую игру света в надвигающихся тучах». Приглушённость цветов на переднем плане и тяжесть покрытого тучами неба создают впечатление, что вечернее солнце, лучи которого выявили «всё праздничное многообразие осенних красок леса», выглянуло лишь на короткое время — «радость красоты мимолётна, тучи победят, скроют солнце, и великолепное цветовое богатство природы потухнет». Декоративность золотого цвета осенней листвы, пылающей на фоне сине-свинцового неба, «предугадывает» более поздние эксперименты и находки Архипа Куинджи и Исаака Левитана. 
Фрагменты картины «Болото в лесу. Осень»
В произведении «Болото в лесу. Осень» соединились ностальгические воспоминания художника о северных болотах, впечатления от лесов Хотени, а также крымские осенние виды — оранжево-медные тона дубовой поросли и золотистые цвета буковых лесов, растущих на горных склонах. Незавершённость картины создаёт впечатление, что она написана в той же манере, как и та, которая впоследствии использовалась импрессионистами, — на этом основании некоторые исследователи даже называли Васильева «родоначальником» (или, по крайней мере, «одним из родоначальников») русского импрессионизма. Напряжённость и насыщенность колорита полотна оранжевым цветом свидетельствуют о том, что «художник всё более и более погружался в стихию цвета, осознав в себе незаурядного колориста».

## Отзывы

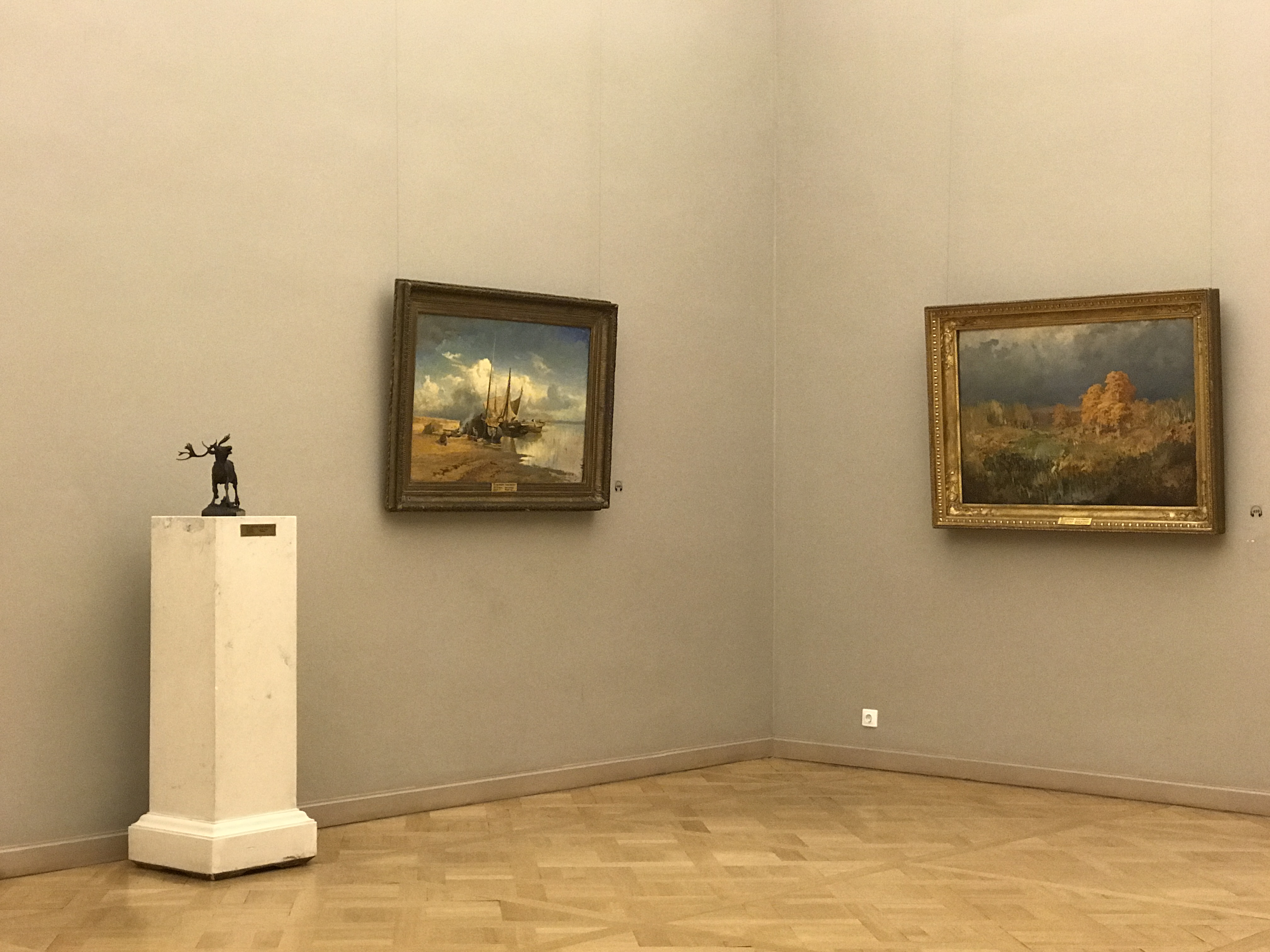
Картины Ф. А. Васильева «Вид на Волге. Барки» и «Болото в лесу. Осень» в ГРМ

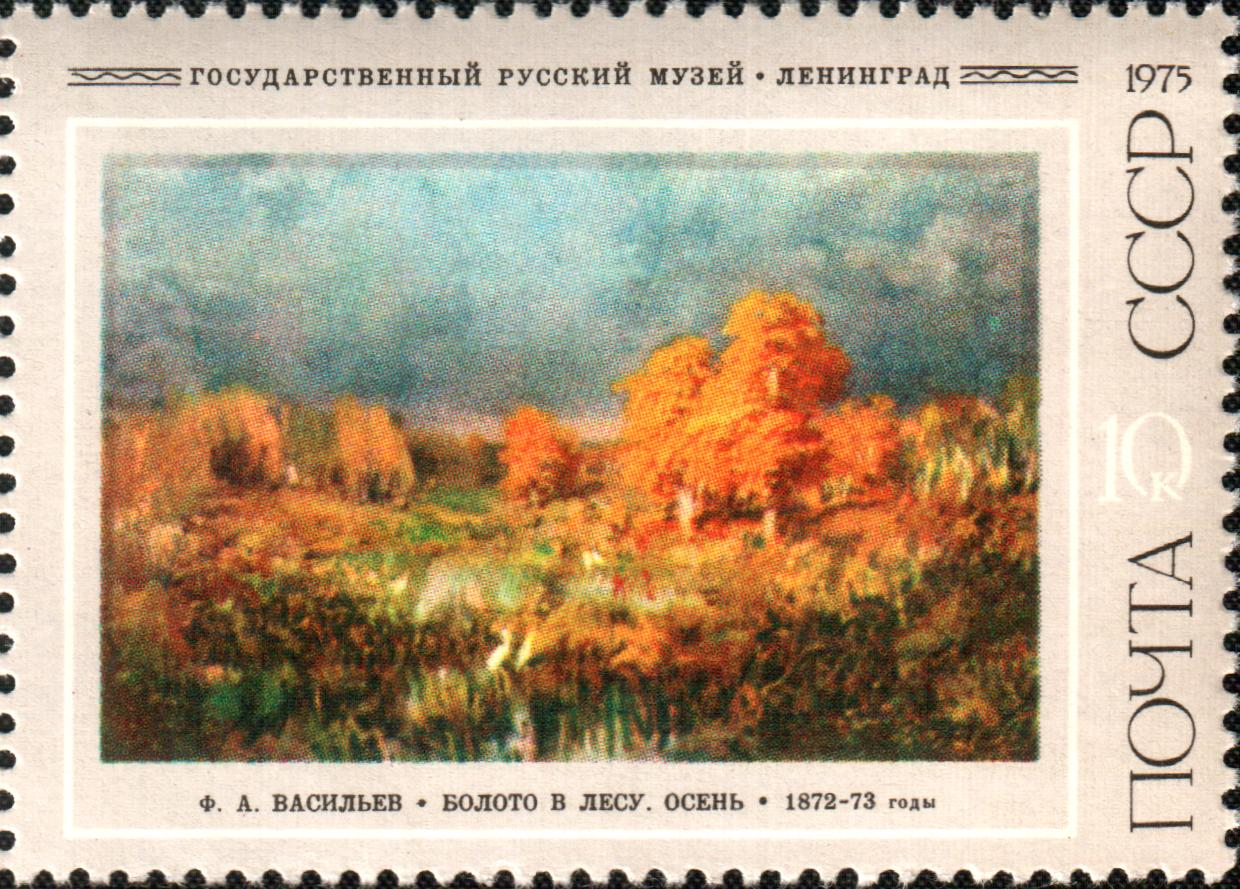
Картина «Болото в лесу. Осень» на почтовой марке СССР 1975 года

Обуждая эффект освещения, использованный в полотне «Болото в лесу» («Осень в лесу»), искусствовед Алексей Фёдоров-Давыдов сравнивал его с более ранним произведением Васильева «Перед дождём» (1870—1871, ГТГ) — в обеих картинах фоном является тёмная свинцово-серая туча, которая подчёркивает интенсивную красочность других предметов. При этом, по мнению Фёдорова-Давыдова, живописное решение этого эффекта особенно наглядно выражено в картине «Болото в лесу» вследствие её незаконченности.
По мнению искусствоведа Дмитрия Сарабьянова, незаконченные картины «Болото в лесу. Осень» и «Заброшенная мельница» можно считать «шедеврами Васильева». В частности, полотно «Болото в лесу» вызывает у зрителя ассоциацию с произведениями Исаака Левитана «зрелого периода» его творчества, такими как «Золотая осень» (1895, ГТГ) и другие. По словам Сарабьянова, композиция «Болота» построена Васильевым «преимущественно на цветовом начале», причём, по сравнению с созданным ранее полотном «Перед дождём», в «Болоте» этот приём использован более открытым образом.
Искусствовед Николай Новоуспенский отмечал многоплановость поэтического строя и содержания картины «Болото в лесу. Осень», называя её «гимном красоте осенней природы, в котором к радостной восторженности примешано чувство грусти». По его мнению, «по совершенству и силе живописи» этот пейзаж Васильева едва ли был превзойдён «Золотой осенью» Исаака Левитана. Отмечая исключительную музыкальность Васильева, Новоуспенский писал, что его живопись вызывает прямые аналогии с музыкальными произведениями и, в частности, «Болото в лесу» «хочется сравнить с хоралом в его многоголосии и торжественной праздничности». По словам Новоуспенского, в этой картине Васильев показал себя «смелым новатором, активно искавшим новые средства и способы живописи, заглядывавшим далеко вперёд и предугадывавшим направление, в котором будет развиваться изобразительное искусство».
Искусствовед Фаина Мальцева писала, что полотна «Болото в лесу. Осень», «Утро» и «Заброшенная мельница» свидетельствуют о наступлении нового этапа в творчестве художника и дают «ясное представление о том, сколь многообразны были у Васильева поиски волновавшей его темы», которые «проявлялись не только в вариациях сюжета, но и в чисто живописных решениях». При этом Мальцева отмечала, что «Болото в лесу. Осень» и по своему мотиву, и по живописному строю выделяется среди последних пейзажей Фёдора Васильева, поражая «„горением“ почти чистых красок». По словам Мальцевой, оставшаяся неоконченной картина «Болото в лесу. Осень» — «живой след неугасимой, страстной энергии творческого духа художника, которую могла прервать только рухнувшая надежда на выздоровление».